# Ponts sur Seulles
Ponts sur Seulles is een gemeente in het Franse departement Calvados (regio Normandië). De plaats maakt deel uit van het arrondissement Bayeux. Ponts sur Seulles is op 1 januari 2017 ontstaan door de fusie van de gemeenten Amblie, Lantheuil en Tierceville. De gemeente telde 1.211 inwoners op 1 januari 2022.

## Geografie
De oppervlakte van Ponts sur Seulles bedroeg op 1 januari 2022 12,86 vierkante kilometer; de bevolkingsdichtheid was toen 94,2 inwoners per km².

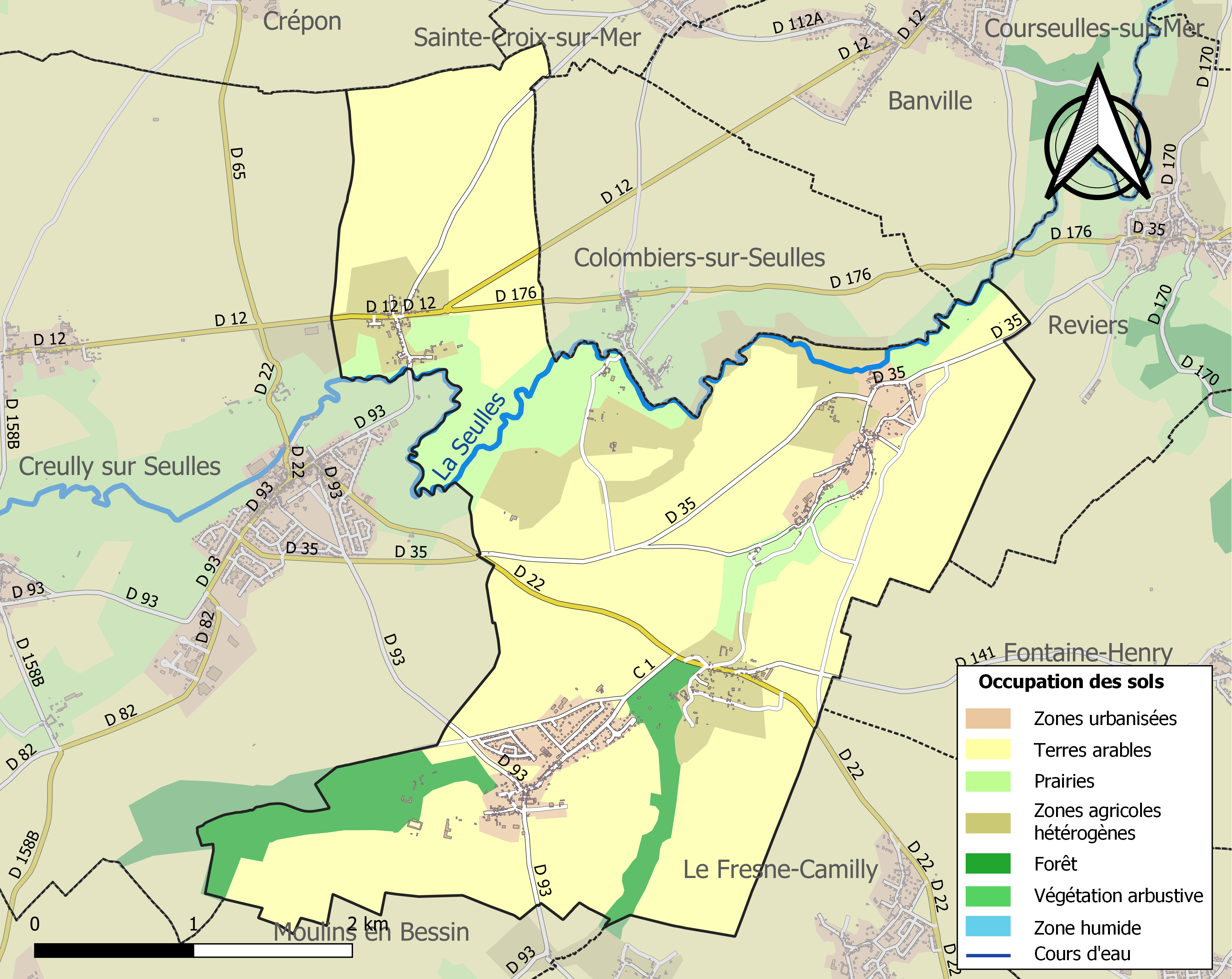
Kaart van de gemeente met de belangrijkste infrastructuur, bodemgebruik en omliggende gemeenten